# Lalla Nuzha
Lalla Nuzha (29. října 1940, Rabat – 2. září 1977, Tetuán) byla marocká princezna, dcera krále Muhammada V.

## Život
Narodila se 29. října 1940 v Rabatu jako dcera tehdejšího sultána Muhammada V. pozdějšího krále a jeho druhé manželky Lally Ably bint Tahar.
Dne 29. října 1964 se v Dar al-Makhzin v Rabatu vdala za Ahmeda Osmana, generálního tajemníka Ministerstva národní obrany, velvyslance v Německu a USA. Spolu měli jednoho syna:
- Mulaj Nawfal Osman.

Zemřela při autonehodě 2. září 1977 během ramadánu.

## Vyznamenání
- velkostuha Řádu trůnu, Maroko